# Алессандро Калькатерра
Алессандро Калькатерра (італ. Alessandro Calcaterra, 26 травня 1975) — італійський ватерполіст.
Призер Олімпійських Ігор 1996 року, учасник 2000, 2004, 2008 років.
Призер Чемпіонату світу з водних видів спорту 2003 року.